# Teucholabis fulviventris
Teucholabis fulviventris är en tvåvingeart som beskrevs av Alexander 1970. Teucholabis fulviventris ingår i släktet Teucholabis och familjen småharkrankar.
Artens utbredningsområde är Dominica. Inga underarter finns listade i Catalogue of Life.